# KWin
KWin은 X 윈도 시스템 및 웨이랜드 컴포지터를 위한 창 관리자이다. 기본 창 관리자인 KDE 플라스마 5의 일부로서 출시되었다. KWin은 자체적으로 사용하거나 다른 데스크톱 환경과 함께 사용할 수도 있다.
KWin은 QML이나 QtScript를 사용하여 스크립트함으로써 구성이 가능하며 둘 다 ECMA스크립트에 기반을 둔다.

## 역사
| 이름 | 버전          |
| ---- | ------------- |
| KWM  | 1.0           |
| KWin | 2.0           |
| KWin | 3.0           |
| KWin | 4.0           |
| KWin | 4.4 (02/2010) |
| KWin | 4.5           |
| KWin | 4.9           |
| KWin | 4.11          |
| KWin | 5.0           |
| KWin | 5.12          |